# Assur-iddin
Assur-iddin (Aššur-iddin) was rond 1237 - 1227 v.Chr. šukallu rabi'u: grootvizier van Assyrië en waarschijnlijk ook šar māt Ḫanigalbat koning van het land van Hanigalbat. De laatste titel is niet zeker omdat hij nergens zo genoemd wordt, maar voor zowel zijn vader als zijn zoon is de titel wel geattesteerd en hij voerde zeker het bewind over het vazalvorstendom.
Hij wordt genoemd als sukallu (vizier) in jaren van het bewind van Tukulti-Ninurta I. De vroegste vermelding is uit jaar zeven (TN7). Verder zijn er vermeldingen uit de jaren die de eponiemen Etel-pi-Assur (TN13) en Usur-namkur-sharri (TN14) dragen en als sukallu rabi'u (grootvizier) in de jaren Assur-mushabshi (TN17), Assur-zera-iddina (TN16) en Ina-Assur-shumi-asbat (TN18). Dat laatste jaar is het jaar waarin Tukulti-Ninurta de Kassietenkoning Kashtiliash IV gevankelijk naar Assyrie afvoerde.

## Onderkoning
Als onderkoning had hij ook verantwoordelijkheden in de rechtspraak en stond hij ook bloot aan pogingen tot omkoping. Er is een tablet uit Tell Sabi Abyad dat daarvan getuigt. Het is een verzegeld contract met getuigen.
Damqat-Teshmetu, dochter van Sin-shuma-user, echtgenote van Sigelda, zoon van Irrigi van de plaats Shuadikanni, verschuldigt één niet-gecastreerde volwassen manspersoon aan Assur-iddin, zoon van Qibbi-Assur. Deze man is een gift aan hem. Hij zal deze gift ontvangen wanneer hij haar zaak behandeld heeft die betrekking heeft op (wijlen) haar mans slaven die niet aan Adad-shuma-iddina gegeven moeten worden.
Of Assur-iddin gebruik gemaakt heeft van het 'contract' is niet bekend, maar het laat wel zien dat smeergeld niet ongebruikelijk was in Hanigalbat.
Zijn naam wordt ook aangetroffen op vondsten van Tell Fekheriye, dat waarschijnlijk de oude Mitanni-hoofdstad (W)aššukanni was. Het lijkt erop dat hij eerst daar zetelde voordat hij zijn hoofdkwartier naar Dur-katlimmu verplaatste.
Assur-iddin leefde aan het einde van de Bronstijd en in zijn dagen stond het gebruik van een ander metaal, ijzer, nog in de kinderschoenen. In de brief BATSH 4,16 schrijft de smid Šulmu aan de onderkoning dat hij problemen ondervindt bij het gieten van pijlpunten (KAK.U₂.TAG.GA). Hij heeft er twintig gegoten, maar het ijzer was niet geschikt om er een stok en een zweep van te maken. Hij suggereert het te legeren en er meer pijlpunten van te maken. Er was blijkbaar een smederij in Dur-Katlimmu en de onderkoning hield persoonlijk een oogje op de nieuwste technologie.

## Relatie met de hoofdstad
Tukulti-Ninurta I schreef Assur-iddin een boze brief omdat hij ergens niet op was komen dagen. Dit was waarschijnlijk omdat Tukulti-Ninurta zijn steun wilde bij zijn poging om Kashtiliash IV van Karduniaš te verslaan. Hij wilde mogelijk dat Assur-iddin vanuit Hanigalbat naar Suhu aan de midden-Eufraat zou optrekken om te verhinderen dat de in Dur-Kurigalzu belegerde Babylonische koning vanuit die streek hulp kon krijgen. 
Er is een brief (DeZ 3836+4036) van Tukulti-Ninurta in het jaar met het eponiem Ina-assur-shumi-asbat (TN18), het jaar waarin Kashtiliash eindelijk gevangen genomen wordt. In deze brief kondigt de koning aan dat hij een waarzegger stuurt om over Salmanu-mushabshi waar te zeggen. Dit was waarschijnlijk zijn jongere broer en het is waarschijnlijk dat dit een poging was om te bepalen of deze geschikt zou zijn om het bewind over te nemen. Of dit een demotie betrof of dat Assur-iddin zijn einde zag naderen en de koning dit wist, is niet duidelijk. Ook is het niet zeker of zijn opvolger aan hem verwant is, maar het is wel waarschijnlijk dat het om een jongere broer gaat. Assur-iddin bleef echter nog wel even in functie, want de brief waarin Tukulti-Ninurta zijn onderkoning de les leert, informeert hem ook dat de koning in hoogsteigen persoon een kijkje wil komen nemen. De administratieve tekst DeZ 4022 maakt duidelijk dat hij nog datzelfde jaar in de maand Sha-kenate naar Dur-Katlimmu komt en dat hij de gevangen Kassietenkoning meebrengt. 
In het jaar met het eponiem Ninu'ayu, dat waarschijnlijk het volgende jaar is (TN19), zijn er echter brieven die laten zien dat Salmanu-mushabshi ervoor zorgt dat een aantal diplomaten van vreemde mogendheden van het nodige voorzien worden. Of hij dit doet als grootvizier/koning van Hanigalbat is echter niet duidelijk. Hij kan ook voor Assur-iddin gewerkt hebben. Wat er precies met Assur-iddin gebeurd is, is niet duidelijk, behalve dat Salmanu-mushabshi hem op enigerlei tijdstip is opgevolgd.
Ninu'ayu naar wie het eponiem verwijst was waarschijnlijk een zoon van Aššur-iddin. En eerder is er op een zegelafdruk sprake van Aššur-Dammeq de zoon van Qibbi-aššur, die daarmee zijn broer was.